# Hollie Webb
Hollie Webb (Belper, 19 de septiembre de 1990) es una jugadora británica de hockey sobre césped.

## Trayectoria
Webb tuvo su debut olímpico en Río 2016. En su primer juego olímpico venció a Países Bajos en la final y obtuvo la medalla de oro, por primera vez en la historia de su selección. En Tokio 2020 obtuvo la medalla de bronce al derrotar a India en el partido por el tercer puesto.